# 中國碑刻

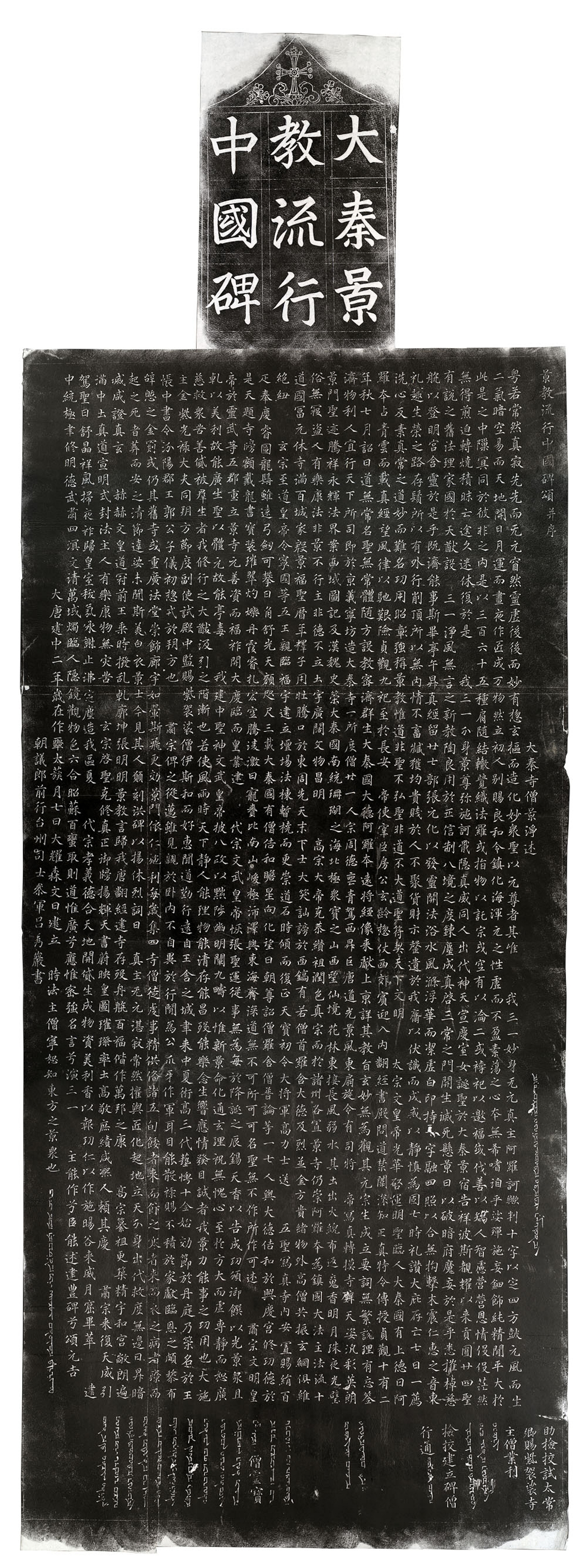
大秦景教流行中国碑，现藏于西安碑林博物馆。

碑刻，是中國歷史上刻在碑上的文字或圖樣。

## 历代碑刻

### 先秦碑刻
平山县三汲公社發現的大篆（籀文）碑刻，建立的時間約是春秋战国时期白狄人建立古中山国時期，是中國最早的碑刻之一。《史記· 秦始皇本紀》言：秦始皇在東巡時立下六塊碑刻，今僅存《泰山石刻》、《琅琊石刻》兩塊，當中《泰山石刻》刻於前219年，毀於清乾隆五年（1740年）。

### 北朝碑刻
北朝碑刻以北魏和東魏為最精，北魏書法方勁古拙，以《張猛龍碑》、《敬使君碑》、《曹恪碑》為代表作，康有为《广艺舟双楫》稱「魏碑无不佳者」。

### 隋唐碑刻
正定隆兴寺内保存的《恒州刺史鄂国公为国劝造龙藏寺碑》刻於隋開皇六年（586年），是目前中國现存最早的楷书碑刻。